# Vaccinium morobense
Vaccinium morobense är en ljungväxtart som beskrevs av S.P. Vander Kloet. Vaccinium morobense ingår i Blåbärssläktet, och familjen ljungväxter. Inga underarter finns listade i Catalogue of Life.